# Межирівські берізки
Межи́рівські бері́зки — ландшафтний заказник місцевого значення в Україні. Об'єкт природно-заповідного фонду Вінницької області. 
Розташований у межах Жмеринського району Вінницької області, при південно-східній околиці села Мартинівка і на північний схід від села Межирів. 
Площа 1,7 га. Статус надано згідно з рішенням 5 сесії Вінницької обласної ради 6 скликання № 104 від 29.04.2011 року. Перебуває у віданні Рівської сільської ради. 
Статус надано для збереження мальовничого березового гаю, де зростають лікарські рослини. Заказник розташований на східному березі Межирівсько-Мартинівського ставу, що на річці Рів. 